# Kirchschlag bei Linz
Kirchschlag bei Linz è un comune austriaco di 2 103 abitanti nel distretto di Urfahr-Umgebung, in Alta Austria. In località Davidschlag ha sede l'osservatorio privato Meyer/Obermair dove sono stati scoperti numerosi asteroidi.